# 新井瑞穂
新井 瑞穂（あらい みずほ、1957年12月26日 - ）は、日本のフリーアナウンサー。埼玉県出身。フェリス女学院短期大学卒業。

## 代表作
| 期間      | 期間      | 番組名                         | 役職             |
| --------- | --------- | ------------------------------ | ---------------- |
| 1984年4月 | 1987年9月 | テレポートTBS6（TBS）          | メインキャスター |
| 2000年代  | 2000年代  | スペイン語講座（NHKラジオ第2） | 随時出演         |